# Hex Extended Graphics Array
 (novembre 2022).
Le HXGA ou Hex Extended Graphics Array est une norme d'affichage dont la définition est de 4 096×3 072 pixels, soit 12 582 912 pixels.
Dans le cadre des moniteurs, la proportion de l'écran est de 4/3 (largeur / hauteur) ; c’est-à-dire que la largeur est 1,333… fois plus grande que la hauteur.